# ドゥクム
ドゥクム（アラビア語: ٱلدُّقْم ）は、 オマーン中東部のウスタ行政区にある、アラビア海に面した港町である。町の人口は2008年の時点で5100人だったものが2010年では11200人と急発展している。約2000平方キロメートルの経済特区が開発されている。
また、2020年までに人口を10万人に増加させるため、オマーン観光開発公社によるリゾート開発が計画されている。

## 歴史
ドゥクムは、オマーンの海岸にあるジャヌバ族の小さな漁村だった。1954年2月にマスカットとオマーン軍の兵士、オマーン石油開発の地質学者が上陸し、近代的な石油探索を開始した。
現在、ドゥクムには工業用油田と港がある。町はオマーン観光開発公社と共にこの地域の観光を増やすことを目指しており、州の開発の中心として、2020年までに人口を10万人に増やすための1995年に25年計画が策定された。港は開発が行われており、港を建設するための造船施設が建設された。ルクセンブルクのヤン・デ・ヌルグループも開発を進めており、防波堤と岸壁を修繕している。2005年3月、オマーン運輸通信省はパーソンズコーポレーションと、観光の増加を期待して新しい空港を設計する契約を交わした。 オマーン・エアは、2014年7月23日に空港に就航した。計画されている鉄道計画には、ドゥクム港へリンクする路線も含まれる。2008年、インターコンチネンタルホテルズグループは、213室のホテル、クラウンプラザドュクムを建設することを発表した。石炭火力発電所も天然ガスへの依存を減らす目的でドゥクムで承認されており、オマーンはそれを進めるために韓国と20億ドルの契約を結んだ。
ドゥクムの港と工業地帯は、中国からの莫大な投資を受けている。
2022年2月にはベルギーのアントウェルペン港と提携した新たな港の開港式を開き、ベルギー王フィリップも出席した。ドゥクム地区で太陽光発電と風力発電を利用して製造した「グリーン水素」を輸出する計画である。

## ドゥクム経済特区機構
ドゥクム経済特区機構（SEZAD）は、インフラの開発と投資の長期戦略を含む、ドゥクムの全ての経済活動を管理している。SEZADは、国際的に認められた慣行を使用して登録、ライセンス供与、および環境承認を提供します。また、経済特区への輸入時は免税される。特区内の会社の登録、労働、貿易、土地、課税、インセンティブに関するさらなる規制が計画されている。これは、税制、土地リース料、および公共料金が競争力のある価格で提供されることを目的としている。

## 交通
2014年に開港したドゥクム国際空港からは、オマーン・エアによるマスカット国際空港への直行便がある。

## 気候
| ドゥクムの気候         | ドゥクムの気候 | ドゥクムの気候 | ドゥクムの気候 | ドゥクムの気候 | ドゥクムの気候 | ドゥクムの気候 | ドゥクムの気候 | ドゥクムの気候 | ドゥクムの気候 | ドゥクムの気候 | ドゥクムの気候 | ドゥクムの気候 | ドゥクムの気候 |
| 月                     | 1月            | 2月            | 3月            | 4月            | 5月            | 6月            | 7月            | 8月            | 9月            | 10月           | 11月           | 12月           | 年             |
| ---------------------- | -------------- | -------------- | -------------- | -------------- | -------------- | -------------- | -------------- | -------------- | -------------- | -------------- | -------------- | -------------- | -------------- |
| 平均最高気温 °C （°F） | 26.8 (80.2)    | 27.5 (81.5)    | 30.4 (86.7)    | 34.3 (93.7)    | 36.2 (97.2)    | 36.3 (97.3)    | 33.0 (91.4)    | 32.4 (90.3)    | 32.5 (90.5)    | 32.7 (90.9)    | 30.5 (86.9)    | 27.6 (81.7)    | 31.68 (89.02)  |
| 平均最低気温 °C （°F） | 17.6 (63.7)    | 18.4 (65.1)    | 20.8 (69.4)    | 23.8 (74.8)    | 26.2 (79.2)    | 26.5 (79.7)    | 24.5 (76.1)    | 23.6 (74.5)    | 23.7 (74.7)    | 22.5 (72.5)    | 20.6 (69.1)    | 18.8 (65.8)    | 22.25 (72.05)  |
| 降水量 mm （inch）     | 2 (0.08)       | 5 (0.2)        | 7 (0.28)       | 10 (0.39)      | 0 (0)          | 3 (0.12)       | 1 (0.04)       | 4 (0.16)       | 0 (0)          | 1 (0.04)       | 1 (0.04)       | 2 (0.08)       | 36 (1.42)      |
| 出典：Climate-data.org |                |                |                |                |                |                |                |                |                |                |                |                |                |